# Enicmus kolbei
Enicmus kolbei là một loài bọ cánh cứng trong họ Latridiidae. Loài này được Wanka miêu tả khoa học năm 1929.